# Oscar Gustafsson
Nils Oskar Gustafsson, född 25 september 1889 i Maria Magdalena församling, Stockholm, död 12 november 1953 i Högalids församling, Stockholm, var en svensk amatörfotbollsspelare (mittfältare) som var uttagen till den svenska fotbollstruppen i OS i Stockholm 1912. Gustafsson var reserv och fick ingen speltid i någon av Sveriges båda matcher i turneringen.
Gustafsson, som under sin klubbkarriär mestadels tillhörde Hammarby IF, spelade under åren 1912–1916 två landskamper för Sverige.

## Meriter

### I landslag
Sverige
- Uttagen till OS (1): 1912
- 2 landskamper, 0 mål